# Movilița, Constanța
Movilița este un sat în comuna Topraisar din județul Constanța, Dobrogea, România. În trecut se numea Musurat/ Regele Mihai/ Filimon Sîrbu . La recensământul din 2002 avea o populație de 939 locuitori.
În extremitatea sudică a satului, aproape de șoseaua națională, își are izvoarele dereaua Musurat Deresí care are un redus și în verile secetoase poate seca. Pârâul are un traseu drept cu o lungime de 7 km și se varsă în Lacul Techirghiol.

## Etimologie
Denumirea originală a satului Musurat pare a fi rotunjirea fonetică a lui Musavvirat care în limba tătară înseamnă Plămăduitorii

## Istoric
În anul 1901 satul Musurat avea 144 familii cu 703 suflete, o școală și două geamii. Era reședința comunei cu același nume.